# Carbondale (Pennsylvanie)
Pour les articles homonymes, voir Carbondale.
Carbondale est une ville américaine située dans le nord-est de la Pennsylvanie, dans le comté de Lackawanna. Carbondale se situe environ à 24 kilomètres au nord-est de Scranton, le siège du comté. Le recensement de 2010 indique une population de 8 891 habitants. Le maire de la ville, élu en 2003 à seulement 25 ans, est Justin M. Taylor.

## Géographie
Selon le Bureau du recensement des États-Unis, la ville de Carbondale a une superficie de 8,3 km2, soit 3,2 mi2.

## Démographie
| Groupe            | Carbondale | Pennsylvanie | États-Unis |
| ----------------- | ---------- | ------------ | ---------- |
| Blancs            | 96,3       | 81,9         | 72,4       |
| Métis             | 1,5        | 1,9          | 2,9        |
| Afro-Américains   | 1,0        | 10,9         | 12,6       |
| Autres            | 0,7        | 2,4          | 6,4        |
| Asiatiques        | 0,4        | 2,8          | 4,8        |
| Amérindiens       | 0,2        | 0,2          | 0,9        |
| Total             | 100        | 100          | 100        |
|                   |            |              |            |
| Latino-Américains | 3,1        | 5,7          | 16,7       |

## Source
- (en) Cet article est partiellement ou en totalité issu de l’article de Wikipédia en anglais intitulé « Carbondale, Pennsylvania » (voir la liste des auteurs).

1. ↑  (en) « Office of the Mayor », sur carbondale-pa.gov (consulté le 2 juillet 2013)
2. ↑  (en) « Population and Housing Unit Estimates », United States Census Bureau, 24 mai 2020 (consulté le 27 mai 2020)
3. ↑  (en) « 1940 Census – Census of Population and Housing – U.S. Census Bureau » [archive du 27 mars 2010], Census.gov (consulté le 3 septembre 2012)
4. ↑  (en) « 1960 Census of Population and Housing » [archive du 5 mai 2010], Census.gov (consulté le 3 septembre 2012)
5. ↑  (en) « 1990 Census of Population and Housing Unit Counts United States » (consulté le 3 septembre 2012)
6. ↑  (en) « Carbondale, PA Population - Census 2010 and 2000 », sur censusviewer.com.
7. ↑  (en) « Population of Pennsylvania - Census 2010 and 2000 », sur censusviewer.com.